# Рассел Кроу
Ра́ссел Кро́у (англ. Russell Crowe; нар. 7 квітня 1964 року) — новозеландський кіноактор. Лауреат премій «Оскар» (2001), «Золотий глобус» (2002, 2020).

## Біографія

### Дитинство
Рассел Кроу народився 7 квітня 1964 року у Веллінгтоні (Нова Зеландія) в сім'ї Алекса та Джоселін Кроу. Коли йому виповнилось 4 роки, сім'я переїхала до Сіднея. У п'ять років маленький Рассел з'явився в одному з епізодів австралійського телесеріалу «Spyforce», продюсером якого був хрещений його матері.

### Отроцтво
Коли юному актору було 14 років, сім'я повернулася до Нової Зеландії, де оселилася в передмісті Окленда. Основним джерелом доходів родини в той час був недорогий ресторан «Літаючий глечик», де вони були співвласниками. Хлопець полишив навчання в школі, щоб мати можливість допомагати сім'ї матеріально.

### Юність
У 21 рік парубок узяв шлях до Австралії з наміром вступити до Національного інституту драматичного мистецтва (англ. National Institute of Dramatic Art) в Сіднеї. Однак згодом відмовився від цієї ідеї. Пізніше Кроу згадував, що йому порадили не витрачати даремно часу.

## Кар'єра у великому кіно
Але у випадку Рассела Кроу вчителі виявилися не праві. Після появи в кількох серіалах у 1990 році актор-початківець отримав першу роль у кіно у фільмі «Перехрестя». 1992 року на екран вийшла стрічка «Бритоголові» («Ромпер Стомпер»), за роль у якій 28-річного Кроу нагородили національною кінопремією.
Новозеландець, наділений харизмою та який вважався перспективним, став отримувати пропозиції від режисерів уже голлівудських — «Швидкий та мертвий» (1995), «Віртуозність» (1995), «Таємниці Лос-Анджелеса» (1997). Але справжній успіх був попереду.

### «Гладіатор» (2000)
Сер Рідлі Скотт, який 1995 року отримав з рук сценариста Джона Логана чернетку історії, в якій головний герой є воїн в пошуках дому, а події розгортаються у Стародавньому Римі, пребував у роздумі, хто може бути підходящим актором на головну роль. Рассел Кроу, який 1998 року закінчив працю на знімальних майданчиках фільмів «Таємниця Аляски» та «Своя людина», отримав з рук асистента режисера пропозицію.
Виробничий процес фільму почався взимку 1999 року. Подорожуючи декількома (чотирма) країнами –США, Великобританією, Мальтою, Марокко — які лежали на трьох материках (Північна Америка, Євразія, Африка), знімальна група міняла локації, які й утворили світ, в якому розгортається сюжет майбутнього проєкту — історичного фільму «Гладіатор» (2000). Рассел Кроу, який для образу Максимуса не тільки похудав, а ще й набрав та підтримував своє тіло у потрібній для зйомок формі, завоював серця як глядачів, так і членів Американської кіноакадемії.
«Піднявся з піску» Рассел Кроу знаменитим.

### Подальша кар'єра
Після успіху фільму «Гладіатор» шлях Рассела Кроу пішов угору. «Ігри розуму», «Володар морів», «Нокдаун» та інші картини герой статті може занести у свій актив. Серед подальших, «післягладіаторських» років у стезі Рассела Кроу майже не було провальних. Так, 2006-й після Різдва Христова знаковий фільмом «Хороший рік», а 2007-го, в лютому, вийшов ураганний вестерн «Потяг до Юми».
12 травня 2010 року в прокат вийшов фільм за його участю — «Робін Гуд», 18 листопада вийшла стрічка «Три дні на втечу», в якій актор виконує головну роль.
В 60 років актор навіть не думає йти на пенсію: вже зараз на екранах прокатується бойовик «Пси, які сплять», а у планах повернення до історичного жанру в образі Германа Герінга. В добру путь, друже!

## Сер Рідлі Скотт і Рассел Кроу: батько та син
«Гладіатор» сера Рідлі Скотта став для нашого героя проривом. Яскраво це демонструє постер до фільму «Ігри розуму», який вийшов наступного року: обличчя актора головної ролі Рассела Кроу зображене великим планом, чого не зробили продюсери на титульних фотографіях перших видань «Гладіатора». Тож ми маємо повне право заявляти, що режисер «виховав» актора, подарувавши його глядачу. Саме після картини «батька» сера Рідлі Скотта його «сина» Рассела Кроу почали вважати на Фабриці мрій зіркою першої величини.
Фільм 2000 року поклав початок творчому союзу та щирій дружбі. Всього в режисера з актором вийшло чотири спільних праці:
1. «Гладіатор» (2000);
2. «Гангстер» (2007);
3. «Тіло брехні» (2008);
4. «Робін Гуд» (2010).

## Визнання
Кроу отримав дві номінації на «Оскар» за роль математика Джона Неша в фільмі Рона Говарда «Ігри розуму» (2001) та роль у стрічці «Своя людина» (1999). У 2000 році він здобув «Оскара» за роль полководця Максимуса в історичній драмі «Гладіатор».

## Рассел Кроу як музика
Це більше захоплення. У середині 1980-х Рассел Кроу був учасником повноцінного музичного гурту «Russ Le Roc», назва котрого повторювала його сценічний псевдонім. Пізніше він організував зовсім нову рок-групу «Roman Antix», яка практично у повному складі переформувалася в рок-гурт «30 Odd Foot Of Grunts», що існував у проміжку з 1991 по 2005 рік. Після розпаду останнього колективу актор-музикант розпочав сольну кар'єру.
«Максимус» не полишає зв'язок із давніми товаришами за кіно, як, наприклад, зі співачкою та композиторкою, з якою співдіяв у фільмі «Гладіатор», австралійкою Лізою Джерард.

## Захоплення
Рассел Кроу великий прихильник регбі. Він є співвласником регбіліг-клубу «South Sidney Rabbitohs», одного з найстаріших в Австралії.

## Особисте життя
- Колишня дружина: Даніель Спенсер — співачка та акторка. Познайомилися 1989 р., одружилися 7 квітня 2003 р., повідомили про намір розлучитися — у жовтні 2012 р., про офіційне розлучення — у квітні 2018 року.
- Двоє синів: Чарльз (нар. 21.12.2003) та Теннісон (нар. 07.07.2006), обидва мають прізвище Спенсер-Кроу.

## Фільмографія

### Фільми
| Рік  |     | Українська назва                  | Оригінальна назва                               | Роль                     |
| ---- | --- | --------------------------------- | ----------------------------------------------- | ------------------------ |
| 1990 | ф   | Кривава клятва                    | Blood Oath                                      | лейтенант Джек Корбет    |
| 1990 | ф   | Перехрестя                        | The Crossing                                    | Джонні                   |
| 1991 | ф   | Доказ                             | Proof                                           | Енді                     |
| 1991 | ф   | Спотсвуд                          | Spotswood                                       | Кім Беррі                |
| 1992 | ф   | Ромпер Стомпер                    | Romper Stomper                                  | Гендо                    |
| 1993 | ф   | Молоти над ковадлом               | Hammers Over the Anvil                          | Іст Дріскол              |
| 1993 | ф   | Срібний вітер                     | The Silver Brumby                               | The Man                  |
| 1993 | ф   | Саме в цю мить                    | For the Moment                                  | Лаклан Каррі             |
| 1993 | ф   | Кохання в ритмі лімбо             | Love in Limbo                                   | Артур Баскін             |
| 1994 | ф   | Чого ми варті у житті             | The Sum Of Us                                   | Джеф Мітчелл             |
| 1995 | ф   | Швидкий та мертвий                | The Quick and the Dead                          | Корт                     |
| 1995 | ф   | Назад шляху немає                 | No Way Back                                     | агент ФБР Зак Ґрант      |
| 1995 | ф   | Віртуозність                      | Virtuosity                                      | Сід 6.7                  |
| 1995 | ф   | Груба магія                       | Rough Magic                                     | Алекс Росс               |
| 1997 | ф   | Таємниці Лос-Анджелеса            | L.A. Confidential                               | офіцер Вендел 'Бад' Вайт |
| 1997 | ф   | Небеса у вогні                    | Heaven's Burning                                | Колін                    |
| 1997 | ф   | На межі розриву                   | Breaking Up                                     | Стів                     |
| 1999 | ф   | Таємниця Аляски                   | Mystery, Alaska                                 | шериф Джон Байб          |
| 1999 | ф   | Своя людина                       | The Insider                                     | Джеффрі Вайгенд          |
| 2000 | ф   | Гладіатор                         | Gladiator                                       | Максимус                 |
| 2000 | ф   | Доказ життя                       | Proof of Life                                   | Террі Торн               |
| 2001 | ф   | Ігри розуму                       | A Beautiful Mind                                | Джон Неш                 |
| 2002 | док | Техас                             | Texas                                           | у ролі самого себе       |
| 2003 | ф   | Володар морів: Біля краю землі    | Master and Commander: The Far Side of the World | капітан Джек Обрі        |
| 2005 | ф   | Нокдаун                           | Cinderella Man                                  | Джеймс Бреддок           |
| 2006 | ф   | Хороший рік                       | A Good Year                                     | Макс Скіннер             |
| 2007 | док |                                   | Bra Boys: Blood Is Thicker than Water           | оповідач                 |
| 2007 | ф   | Потяг до Юми                      | 3:10 to Yuma                                    | Бен Вейд                 |
| 2007 | ф   | Гангстер                          | American Gangster                               | детектив Річі Робертс    |
| 2008 | ф   | Тіло брехні                       | Body of Lies                                    | Ед Гофман                |
| 2009 | ф   | Ніжність                          | Tenderness                                      | детектив Крістофуоро     |
| 2009 | ф   | Велика гра                        | State of Play                                   | журналіст Кол МакКефрі   |
| 2010 | ф   | Робін Гуд                         | Robin Hood                                      | Робін Гуд                |
| 2010 | ф   | Три дні на втечу                  | The Next Three Days                             | Джон                     |
| 2012 | ф   | Людина з залізними кулаками       | The Man with the Iron Fists                     | Джек                     |
| 2012 | ф   | Знедолені                         | Les Misérables                                  | інспектор Жавер          |
| 2013 | ф   | Гниле місто                       | Broken City                                     | Ніколас Гостетлер        |
| 2013 | ф   | Людина зі сталі                   | Man of Steel                                    | Джор-Ел                  |
| 2013 | док |                                   | Red Obsession                                   | оповідач                 |
| 2014 | ф   | Зимова фантазія                   | Winter's Tale                                   | Перлі Сомс               |
| 2014 | ф   | Ной                               | Noah                                            | Ной                      |
| 2014 | ф   | Шукач води                        | The Water Diviner                               | Коннор                   |
| 2015 | ф   | Батьки та дочки                   | Fathers and Daughters                           | Джейк Девіс              |
| 2016 | ф   | Хороші хлопці                     | The Nice Guys                                   | Джексон Хілі             |
| 2017 | ф   | Машина війни                      | War Machine                                     | генерал Боб Вайт         |
| 2017 | ф   | Мумія                             | The Mummy                                       | доктор Джекіл            |
| 2018 | док |                                   | Turtle Odyssey                                  | оповідач                 |
| 2018 | ф   | Зниклий хлопчик                   | Boy Erased                                      | Маршал Еймонс            |
| 2019 | ф   | Правдива історія банди Келлі      | True History of the Kelly Gang                  | Гаррі Павер              |
| 2020 | ф   | Несамовитий                       | Unhinged                                        | Том Купер                |
| 2021 | ф   | Ліга справедливості Зака Снайдера | Zack Snyder's Justice League                    | Джор-Ел                  |
| 2022 | ф   | Тор: Кохання та грім              | Thor: Love and Thunder                          | Зевс                     |
| 2022 | ф   | Пиво зі смаком дружби             | The Greatest Beer Run Ever                      | Артур Коутс              |
| 2022 | ф   | Покерфейс                         | Poker Face                                      | Джейк                    |
| 2023 | ф   | Екзорцист Ватикану                | The Pope's Exorcist                             | Ґабріель Аморт           |
| 2024 | ф   | Територія зла                     | Land of Bad                                     | Жнець                    |
| 2024 | ф   | Екзорцизм                         | The Exorcism                                    | Ентоні Міллер            |
| 2024 | ф   | Сплячі собаки                     | Sleeping Dogs                                   | Рой Фрімен               |
| 2024 | ф   | Крейвен-мисливець                 | Kraven the Hunter                               | Ніколай Кравінов         |
| 2025 | ф   | Нюрнберг                          | Nuremberg                                       | Герман Герінг            |

### Телебачення
| Рік  |    | Українська назва                       | Оригінальна назва                  | Роль                                                   |
| ---- | -- | -------------------------------------- | ---------------------------------- | ------------------------------------------------------ |
| 1972 | с  |                                        | Spyforce                           | сирота (Епізод: "The Saviour: Part 2")                 |
| 1977 | с  |                                        | The Young Doctors                  | Рассел (Епізод: "#1.83")                               |
| 1987 | с  |                                        | Rafferty's Rules                   | Боббі Джарвіс (Епізод: "Suspicious Minds")             |
| 1987 | с  | Сусіди                                 | Neighbours                         | Кенні Ларкін (4 епізоди)                               |
| 1988 | с  |                                        | Living with the Law                | Гері Гардінґ                                           |
| 1991 | с  |                                        | Brides of Christ                   | Домінік Мелоні (Епізод: "Rosemary")                    |
| 1991 | с  |                                        | Acropolis Now                      | Денні О'Брайан (Епізод: "Teenage Mutant Ninja Greeks") |
| 1992 | с  |                                        | Police Rescue                      | Том «Бомбер» Янг (Епізод: "The Right Stuff")           |
| 2004 | с  |                                        | Neighbours                         | оповідач (3 епізоди)                                   |
| 2007 | с  |                                        | South Side Story                   | у ролі самого себе (6 епізодів)                        |
| 2012 | с  |                                        | Republic of Doyle                  | Бойд Кейлі (Епізод: "Streets of John's")               |
| 2018 | с  | Події минулого тижня з Джоном Олівером | Last Week Tonight with John Oliver | у ролі самого себе (Епізод: "Authoritarianism")        |
| 2019 | с  | Найгучніший голос                      | The Loudest Voice                  | Роджер Ейлс (7 епізодів)                               |
| 2023 | мс |                                        | Ark: The Animated Series           | пророк Кор (2 епізоди)                                 |

## Нагороди та номінації
| Нагорода                                | Рік  | Категорія                                           | Праця                          | Результат |
| --------------------------------------- | ---- | --------------------------------------------------- | ------------------------------ | --------- |
| Оскар                                   | 2000 | Найкраща чоловіча роль                              | Своя людина                    | Номінація |
| Оскар                                   | 2001 | Найкраща чоловіча роль                              | Гладіатор                      | Перемога  |
| Оскар                                   | 2002 | Найкраща чоловіча роль                              | Ігри розуму                    | Номінація |
| BAFTA Film Awards                       | 2000 | Найкращий актор                                     | Своя людина                    | Номінація |
| BAFTA Film Awards                       | 2001 | Найкращий актор                                     | Гладіатор                      | Номінація |
| BAFTA Film Awards                       | 2002 | Найкращий актор                                     | Ігри розуму                    | Перемога  |
| Золотий глобус                          | 2000 | Найкраща чоловіча роль — драма                      | Своя людина                    | Номінація |
| Золотий глобус                          | 2001 | Найкраща чоловіча роль — драма                      | Гладіатор                      | Номінація |
| Золотий глобус                          | 2002 | Найкраща чоловіча роль — драма                      | Ігри розуму                    | Перемога  |
| Золотий глобус                          | 2004 | Найкраща чоловіча роль — драма                      | Володар морів: Біля краю землі | Номінація |
| Золотий глобус                          | 2006 | Найкраща чоловіча роль — драма                      | Нокдаун                        | Номінація |
| Золотий глобус                          | 2020 | Найкраща чоловіча роль у мінісеріалі або телефільмі | Найгучніший голос              | Перемога  |
| Премія Гільдії кіноакторів США          | 1998 | Найкращий акторський склад в ігровому кіно          | Таємниці Лос-Анджелеса         | Номінація |
| Премія Гільдії кіноакторів США          | 2000 | Найкраща чоловіча роль                              | Своя людина                    | Номінація |
| Премія Гільдії кіноакторів США          | 2001 | Найкраща чоловіча роль                              | Гладіатор                      | Номінація |
| Премія Гільдії кіноакторів США          | 2001 | Найкращий акторський склад в ігровому кіно          | Гладіатор                      | Номінація |
| Премія Гільдії кіноакторів США          | 2002 | Найкращий акторський склад в ігровому кіно          | Ігри розуму                    | Номінація |
| Премія Гільдії кіноакторів США          | 2002 | Найкраща чоловіча роль                              | Ігри розуму                    | Перемога  |
| Премія Гільдії кіноакторів США          | 2006 | Найкраща чоловіча роль                              | Нокдаун                        | Номінація |
| Премія Гільдії кіноакторів США          | 2008 | Найкращий акторський склад в ігровому кіно          | Гангстер                       | Номінація |
| Премія Гільдії кіноакторів США          | 2008 | Найкращий акторський склад в ігровому кіно          | Потяг до Юми                   | Номінація |
| Премія Гільдії кіноакторів США          | 2013 | Найкращий акторський склад в ігровому кіно          | Знедолені                      | Номінація |
| Премія Гільдії кіноакторів США          | 2020 | Найкраща чоловіча роль у мінісеріалі або телефільмі | Найгучніший голос              | Номінація |
| Супутник                                | 1998 | Найкращий актор — драма                             | Таємниці Лос-Анджелеса         | Номінація |
| Супутник                                | 2000 | Найкращий актор — драма                             | Своя людина                    | Номінація |
| Супутник                                | 2000 | Найкращий актор — драма                             | Гладіатор                      | Номінація |
| Супутник                                | 2001 | Найкращий актор — драма                             | Ігри розуму                    | Номінація |
| Супутник                                | 2012 | Найкращий акторський склад                          | Знедолені                      | Перемога  |
| Супутник                                | 2019 | Найкращий актор другого плану                       | Стертий хлопець                | Номінація |
| Супутник                                | 2019 | Найкращий актор у мінісеріалі або телефільмі        | Найгучніший голос              | Номінація |
| Кінопремія «Вибір критиків»             | 2000 | Найкращий актор                                     | Своя людина                    | Перемога  |
| Кінопремія «Вибір критиків»             | 2001 | Найкращий актор                                     | Гладіатор                      | Перемога  |
| Кінопремія «Вибір критиків»             | 2002 | Найкращий актор                                     | Ігри розуму                    | Перемога  |
| Кінопремія «Вибір критиків»             | 2004 | Найкращий актор                                     | Володар морів: Біля краю землі | Номінація |
| Кінопремія «Вибір критиків»             | 2006 | Найкращий актор                                     | Нокаут                         | Номінація |
| Вибір телевізійних критиків             | 2020 | Найкращий актор у мінісеріалі або телефільмі        | Найгучніший голос              | Номінація |
| Національна рада кінокритиків США       | 1999 | Найкраща чоловіча роль                              | Своя людина                    | Перемога  |
| Національна рада кінокритиків США       | 2012 | Найкращий акторський склад                          | Знедолені                      | Перемога  |
| Премія Лондонського гуртка кінокритиків | 2001 | Найкращий актор року                                | Своя людина                    | Перемога  |
| Премія Лондонського гуртка кінокритиків | 2001 | Найкращий актор року                                | Гладіатор                      | Перемога  |
| Премія Лондонського гуртка кінокритиків | 2004 | Найкращий актор року                                | Володар морів: Біля краю землі | Номінація |
| Сатурн                                  | 2001 | Найкращий кіноактор                                 | Гладіатор                      | Номінація |

## Цікаві факти
- Рассел Кроу, наперекір очікуванням, проживає не в мегаполісі; домашній затишок зірка має на своїй фермі у штаті Новий Південний Вельс майже батьківщини для себе Австралії.